# Isaac Pitman

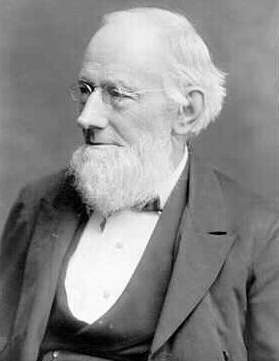
Isaac Pitman.

Isaac Pitman, född den 4 januari 1813 i Trowbridge (i Wiltshire, sydöst om Bath), död den 12 januarib 1897 i Bath, var en engelsk stenograf.
Pitman var jämte Alexander Ellis upphovsman till reformarbetet för en fonetisk stavning av engelska språket, 
förestod sedan 1839 ett av honom stiftat Phonetic institute med skola i Bath. Han utgav sitt grundläggande arbete, A manual of phonography or writing by sound, 1840 (många upplagor), stiftade Phonetic society 1843, utgav "Phonetic journal", en bibelupplaga samt en stor mängd skolböcker för den första undervisningen i fonetiskt tryck. Pitman var swedenborgare, vegetarian och absolutist i fråga om tobak och spritdrycker.